# 1445
1445 (MCDXLV) var ett normalår som började en fredag i den julianska kalendern.

## Händelser

### Våren
- Senvåren – En diplomatisk tvist uppstår mellan Karl Knutsson och Tyska orden, eftersom han har låtit plundra ett fartyg tillhörande orden.

### September
- 10 september – Kristofer av Bayern gifter sig med Dorotea av Brandenburg.
- 14 september – Dorotea kröns till drottning över de nordiska länderna.

## Födda
- 1 mars – Sandro Botticelli, italiensk konstnär.
- Eleanor de Poitiers, burgundisk författare.
- Hedwig I av Quedlinburg, regerande tysk fursteabbedissa.
- Jane Shore, engelsk mätress.

## Avlidna
- 18 februari – Maria av Aragonien, drottning av Kastilien.
- 19 februari – Eleonora av Aragonien, drottning av Portugal.
- 15 juli – Johanna Beaufort, drottning av Skottland 1424–1437 (gift med Jakob I)
- 16 augusti – Margareta Stuart av Skottland, prinsessa av Skottland och kronprinsessa av Frankrike.